# Nílton Santos

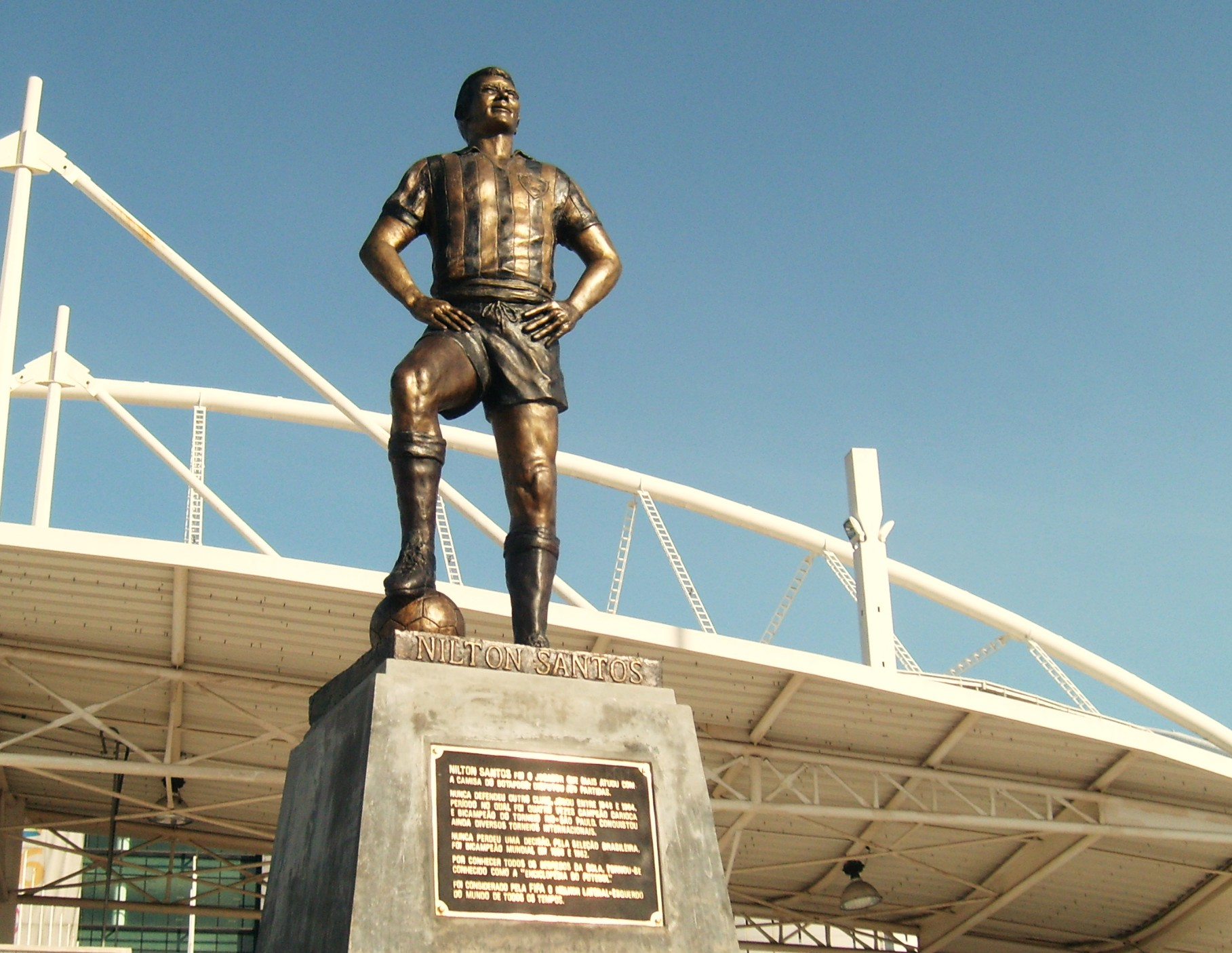
Staty föreställande Nílton Santos, utanför Botafogos hemmaplan Estádio Olímpico Nilton Santos i Rio de Janeiro.

Nílton dos Santos, född 16 maj 1925 i Rio de Janeiro, död 27 november 2013 i Rio de Janeiro, var en brasiliansk professionell fotbollsspelare (försvarare).
Santos var en för sin tid ovanligt offensiv ytterback, vilket han bland annat visade i matchen mot Österrike under VM 1958.
Landslagskarriären hade inletts 1949 och han var med i den brasilianska truppen till VM 1950, men fick inte spela några matcher. Santos kom dock att ta en fast plats i det brasilianska landslaget, och han spelade i samtliga Brasiliens matcher i VM-turneringarna 1954, 1958 och 1962 och blev världsmästare vid de två senare turneringarna.